# 1800年联合法令
《1800年合併法令》（英語：Act of Union 1800）是指兩部法令：由大不列顛國會通過的《1800年與愛爾蘭合併法令》（英語：Union with Ireland Act 1800）和由爱尔兰議会通過的《1800年合併法令》（英語：Act of Union (Ireland) 1800）。此兩部法令于1801年1月1日生效，將爱尔兰王国和大不列顛王國（依《1707年合併法令》合併英格兰王国和苏格兰王国而成）合併為大不列顛與愛爾蘭聯合王國。
在此项法令頒布之前，爱尔兰王国与大不列顛王国自1542年起一直是共主邦联，当时以新教徒為主导的爱尔兰議会通過《1542年愛爾蘭王位法令》宣布英格兰国王亨利八世为爱尔兰国王。

## 联合王国国旗
1801年大不列颠和爱尔兰联合王国成立时创计使用的旗帜如今仍然是大不列颠和北爱尔兰联合王国的国旗，由英格兰国旗和苏格兰国旗再加上代表爱尔兰的圣帕特里克十字层叠而成。